# Prästkulla
Prästkulla  är en egendom i Tenala socken inom nuvarande Raseborgs stad. 
Prästkulla, som är beläget omkring 13 kilometer nordväst om Ekenäs centrum, är ett av Finlands äldsta kända adelsgods, nämnt i början av 1300-talet. Egendomen har tillhört ätterna Ille (1399–1670), Giös (fideikommiss 1757) och (sedan 1776) Taube. Huvudbyggnaden med mansardtak är uppförd av stock troligen i slutet av 1600-talet; den inrymmer bland annat en värdefull porträttsamling. Gårdens totalareal är 638 hektar, varav 185 hektar åker.